# Myrmeleon (Myrmeleon) quinquemaculatus
Myrmeleon (Myrmeleon) quinquemaculatus is een insect uit de familie van de mierenleeuwen (Myrmeleontidae), die tot de orde netvleugeligen (Neuroptera) behoort. 
Myrmeleon (Myrmeleon) quinquemaculatus is voor het eerst wetenschappelijk beschreven door Hagen in 1853.